# Homosassa ella
Homosassa ella är en fjärilsart som beskrevs av George Duryea Hulst 1887. Homosassa ella ingår i släktet Homosassa och familjen mott. Inga underarter finns listade i Catalogue of Life.